# Bevertalsperre
Die Bevertalsperre ist eine zwischen 1896 und 1898 erbaute Talsperre im Oberbergischen Kreis in Nordrhein-Westfalen. Sie liegt größtenteils im Stadtgebiet von Hückeswagen, zu geringen Teilen auch in Radevormwald und Wipperfürth. Aufgestaut ist die Bever, ein Nebenfluss der Wupper. Betreiber ist der Wupperverband.

## Geschichte
Ursprünglich wurde in der Ortschaft Wefelsen eine Sperrmauer nach dem Intze-Prinzip gebaut. Nach ihrer Einweihung am 8. Oktober 1898 hatte die Talsperre ein Fassungsvermögen von 3,3 Millionen m³. Sie war die erste Nutzwasser-Talsperre des Wuppergebietes. Nachdem sie 1938 erweitert worden war, fasst sie 23,7 Millionen m³. Die alte Sperrmauer wurde dazu im oberen Bereich abgetragen und weiter südlich ein viel größerer Staudamm gebaut. Dieser ist ein Steinschüttdamm mit einer Stahlinnendichtung.

## Wasserwirtschaft
Das Einzugsgebiet der neuen Talsperre vergrößerte sich auf 25,7 km²; der mittlere jährliche Zufluss liegt bei 21,4 Mio. m³. Bei einem Stauziel von 295,53 m ü. NN hat die neue Bevertalsperre einen Inhalt von 23,7 Mio. m³ und war bis zur Fertigstellung der Wupper-Talsperre 1987 die größte Talsperre des Wuppergebietes und Wupperverbandes.
Mit der neuen Talsperre sollten eine Verbesserung des Hochwasserschutzes und eine bessere Niedrigwasserführung in der Wupper erreicht werden. Viele Hochwässer hatten beträchtliche Schäden in den Städten und Gemeinden des Wuppergebietes herbeigeführt; die geringe Wasserführung der Wupper in den Sommermonaten bei gleichzeitiger Zunahme des Abwasser-Anfalls durch die wachsende Bevölkerung und Industrialisierung hatten zu erheblichen Belästigungen der Bevölkerung, vor allem an der unteren Wupper, geführt. Außerdem war klar, dass mit einer gleichmäßigeren Wasserführung in der Wupper die Triebwerke und die Wasserentnehmer Vorteile haben würden.
Heute gewährleistet das Talsperrensystem, bestehend aus Lingese-, Brucher-, Bever- und Wuppertalsperre, dass auch in trockenen Jahreszeiten bis zu 5 m³/s Wasser in der Wupper fließen, gemessen am Pegel Kluserbrücke in Wuppertal.

## Zweck der Talsperre
Die Talsperre dient nicht der Trinkwasserversorgung, sondern dem Hochwasserschutz und der Niedrigwasseraufhöhung. Zusätzlich existiert ein Überlaufstollen zur benachbarten Neyetalsperre, die zusammen mit zwei weiteren Stauanlagen den Bever-Block bilden. Der je nach Wasserstand bis zu 200 Hektar große Stausee der Bevertalsperre ist heute ein sehr beliebtes Erholungsgebiet mit vielen Freizeitmöglichkeiten.

## Staumauer
Bei Einweihung der Talsperre im Jahr 1898 wurde zunächst eine Staumauer in Wefelsen gebaut. Bei der Erweiterung 1938 entstand an anderer Stelle ein neuer Damm.

### Die alte Staumauer

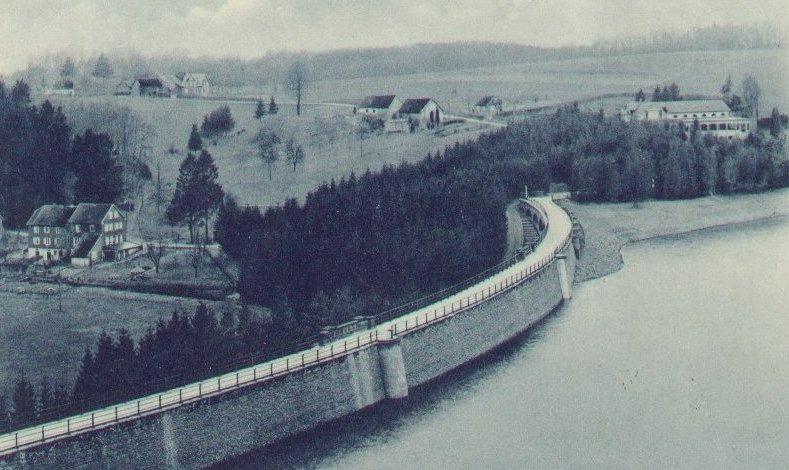
Alte Staumauer der Bevertalsperre (1931; vor der Erweiterung 1938)

Die Daten der alten Staumauer im Überblick:
- Höhe über Gründung: 25 m
- Höhe der Mauerkrone: 288,25 m ü. NN
- Kronenbreite: 4 m
- Sohlenbreite: 17 m
- Stauziel: 287,03 m ü. NN

### Der neue Staudamm
Nach dem Inkrafttreten des Wuppergesetzes am 8. Januar 1930 entstand der Wupperverband. Dessen erstes großes Projekt waren die Bauarbeiten für die neue Talsperre und somit auch zum Bau eines neuen Staudammes. Sie begannen im Frühjahr 1935 nach einem Entwurf von Regierungsbaumeister Harald Link. Fast zwei Jahre dauerten die umfangreichen, schwierigen Gründungsarbeiten. Die Dammschüttung wurde im Wesentlichen 1937 bewältigt, 33.000 m³ Beton und rund 1.000.000 m³ Boden waren einzubauen. Neben zahlreichen Großgeräten waren bis zu 650 Mann an der Baustelle beschäftigt. Offiziell wurde die „neue“ Bevertalsperre 1938 in Betrieb genommen. Der Staudamm hat eine vertikale Kerndichtung aus einer 8 mm starken, gewellten Stahlblechwand mit davor liegendem Dichtungslehm, der wiederum durch steinigen Lehm und eine starke Steinpackung zur Wasserseite hin abgedeckt ist. Luftseitig der Stahlblechwand ist ein Sand-Kiesfilter eingebaut, an das sich der Stützkörper des Dammes aus durchlässigen Bodenschichten anschließt. Die geschweißte Stahlblechwand ruht auf einem Betonsockel (Herdmauer), durch den ein Kontrollgang führt. Von diesem Gang aus wurde die Untergrundverdichtung bis zu einer Tiefe von 30 m durch Zementeinpressungen vorgenommen. Noch heute bietet der Wupperverband Führungen durch den Staudamm an.

## Freizeitmöglichkeiten

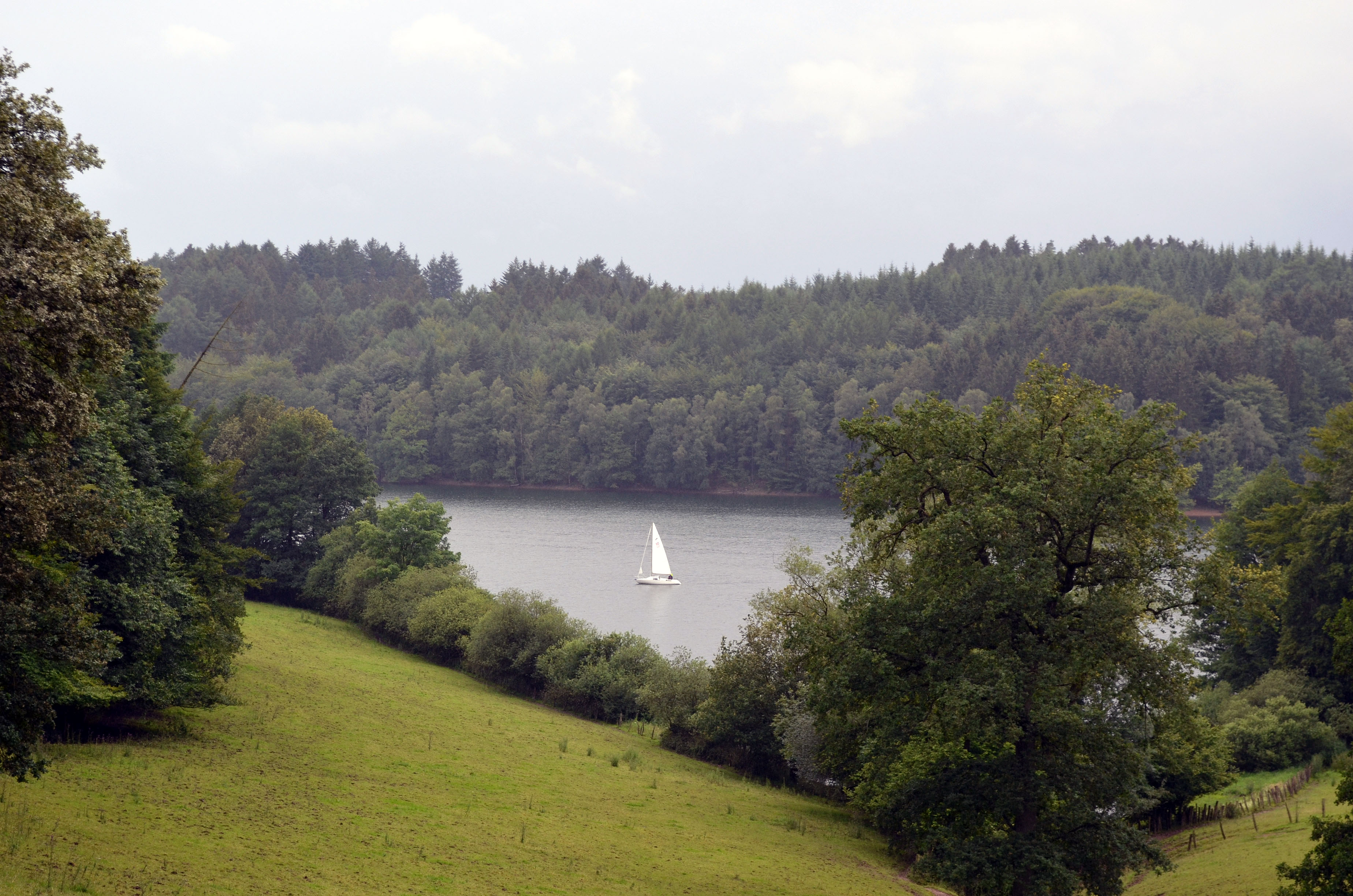
Blick auf die Bevertalsperre, ehemaliger FKK-Strand

Die Bevertalsperre lässt sich auf dem 15 km langen Bever-Rundweg in drei bis vier Stunden umwandern.
Außer dem Motorbootfahren ist die Ausübung aller Wassersportarten erlaubt. Segelboote sind im Allgemeinen bis zu einer LüA von 24 Fuß zugelassen, Katamarane jedoch auf 14 Fuß LüA beschränkt. Zur Nutzung der Talsperre mit Wasserfahrzeugen wie Segelbooten, Ruderbooten oder aufblasbaren Paddelbooten ist eine Nutzungplakette erforderlich. Diese kann auf den Campingplätzen sowie beim Wupperverband in Form von Wochen- und Jahresplaketten gekauft werden. Ringsherum befinden sich vier Campingplätze. Die Wasserqualität wird vom Umweltministerium als „gut“ bezeichnet.
In früheren Zeiten wurde die Bevertalsperre auch außerhalb der heutigen Zugangsstellen durch sogenannte „Wilde Strände“ genutzt. Diese Strände waren vor allem wegen des Fehlens von Ordnungskräften beliebt, hier mischten sich FKKler und normale Badegäste. Probleme mit der Müllentsorgung und vor allem das Fehlen von Sicherheitsmaßnahmen bei Badeunfällen sorgten aber dafür, dass diese Strände mit teilweise drastischen Maßnahmen geschlossen wurden.
An der Bevertalsperre sind mit der Segler Vereinigung Wuppertal e. V., dem Bergischen Segelverein 1988 e. V. und dem Remscheider Segelyachtclub Bevertalsperre e. V. drei Segelsportvereine ansässig, welche auf der Bevertalsperre mehrere, teils auch nationale Regatten veranstalten. Unter anderem die Junioren-Europameisterschaft im Korsar 2022. Aus diesem Grund diente die Bevertalsperre 2003 als Drehort für den Film Sommersturm.
Neben der Nutzung mit Wasserfahrzeugen sind Tauchen, Angeln und Schwimmen möglich. An den Wochenenden der Saison sowie während der großen Ferien sorgen die Stationen von vier Deutsche Lebens-Rettungs-Gesellschaft-Ortsgruppen (DLRG) (Hückeswagen, Radevormwald sowie der Bezirk Wuppertal mit den Abteilungen Barmen und Elberfeld-Vohwinkel) an der Bevertalsperre für die Sicherheit insbesondere der Badegäste.
Die alte Sperrmauer ist ein lohnendes Ziel für fortgeschrittene Taucher. Man findet unter anderem große Ventile und ein altes Telefon, das an der Mauer befestigt ist. Die Tiefe an dieser Stelle beträgt bis zu 29 Meter, das Wasser ist kalt und dunkel.

## Orte an der Bevertalsperre
Mickenhagen – Wefelsen – Käfernberg – Großberghausen – Reinshagenbever – Höhe – Kleinhöhfeld – Siepersbever – Stoote – Stooter Mühle – Großhöhfeld – Unterlüttgenau – Hasenburg – Müllensiepen

## Wasserrettung
An der Bevertalsperren sorgen die Wasserretter der DLRG aus den Ortsgruppen Hückeswagen und Radevormwald (Bezirk Oberbergischer Kreis) und die Abteilungen Barmen und Elberfeld-Vohwinkel (Bezirk Wuppertal) für die Sicherheit der Wassersportler.